# Miha Kastelic
Miha Kastelic, slovenski pesnik, urednik in knjižničar, * 1. september 1796, Gorenja vas pri Ivančni Gorici, † 22. oktober 1868, Ljubljana.

## Življenje in delo
Kastelic je po končani gimnaziji in liceju v Ljubljani študiral pravo na Dunaju. Zaposlil se je v Ljubljani in bil med drugim od 1825 do upokojitve 1865 knjižničar v licejski knjižnici, najprej kot skriptor, nazadnje pa kot kustos.
Kastelic je prve pesmi je objavil 1828. Bolj kot njegovo pesniško je ostalo pomembno njegovo uredniško delo. Bil je ustanovitelj in urednik pesniškega almanaha Krajnska čbelica. Bil je njen najplodovitejši pesnik. Njegove prigodne in ljubezenske pesmi pa so brez globljega čustva in ljubezni.
Kastelic ima z izdajanjem Kranjske čbelice poglavitno zaslugo za oživitev slovenskega literarnega dela. To mu je priznal Prešeren v sonetu Mihu Kastelicu. Pomembno je tudi njegovo uredniško delo pri urejanju rokopisov pesmi Valentina Vodnika, kupljenih iz pesnikove zapuščine. Prav tako je zaslužen za ohranitev Čopove zapuščine, Prešernovih in drugih pesniških rokopisov, pa tudi za obogatitev licejske knjižnice z deli iz zapuščine Jerneja Kopitarja.